# Un cățel numit Scooby Doo
Un cățel numit Scooby-Doo (engleză A Pup Named Scooby-Doo) este a opta încarnare a francizei Hanna-Barbera Scooby-Doo. Serialul a fost dezvoltat de Tom Ruegger și a avut premiera în 10 septembrie 1988 și a rulat pentru patru sezoane pe ABC și pe The Funtastic World of Hanna-Barbera ca un program de jumătate de oră, până în 17 august 1991 (deși reluările au continuat până în 11 septembrie 1993).
În urma primului sezon al serialului, mulți din echipa de producție Hanna-Barbera, printre care și Tom Ruegger, au părăsit studioul și au ajutat la readucerea studioului de animație Warner Bros. Animation, începând cu Micii poznași. Este ultimul serial unde Don Messick l-a dublat pe Scooby-Doo și unul dintre puținele seriale în care altcineva în afară de Frank Welker l-a dublat pe Fred Jones. Messick și Casey Kasem (care l-a jucat pe Shaggy Rogers) au fost singurii doi actori din serialele anterioare Scooby-Doo care și-au reluat rolurile în această serial, și amândoi au primit credite de distribuție pentru munca lor.

## Prezentare generală și ton
Noul format a urmărit tendința de „întinerire” a personajelor de desene animate mai bătrâne, reducând personajele originale din Scooby-Doo, unde ești tu! la copii mici (astfel, serialul i-a reintrodus pe Fred Jones și Velma Dinkley care n-au apărut ca personaje principale din anii 70). De asemenea, acest nou serial a folosit aceeași formulă ca serialul original din anul 1969: Echipa Misterelor (cunoscută aici ca „Agenția de detectivi Scooby-Doo”) rezolvă mistere bazate pe puteri supranaturale, unde ticăloșii, (fantomele și monștrii) sunt întotdeauna descoperiți ca fiind oameni răi în măști și costume. Cea mai mare diferență a fost tonul serialului: cu Un cățel numit Scooby Doo, producătorul Tom Ruegger a construit un umor foarte ireverențios care a stabilit împreună cu producătorul Mitch Schauer cu incarnațiile anterioare fără succes ale lui Scooby, Cele 13 fantome ale lui Scooby-Doo. Asta a rezultat într-o versiune trăznită și în mod extrem mai comică a lui Scooby-Doo care a satirizat convențiile incarnațiilor anterioare ale serialului. Era normal pentru personaje să facă secvențe sălbatice gen Tex Avery/Bob Clampett când fugeau de fantome și monștri.
Directorul de animație și supervizorul Glen Kennedy au animat în mod personal multe dintre secvențele sălbatice. Fred îl acuza constant pe un personaj numit „Heringul Roșcat” (en. Red Herring) pentru fiecare crimă a serialului (adevărat către numele său, Roșcatul a fost întotdeauna inocent, cu excepția unui episod în care Fred nu l-a acuzat) și cadre ale personajelor (și chiar a monștrilor și ale fantomelor) dansând au fost introduse în secvențele de dans în timpul fugăririi. Înșiși monștrii și fantomele erau mai comici, cum ar fi o creatură făcută din brânză topită, un monstru în forma unui hamburger gigantic și o fantomă schelet a unui hingher. Serialul îi arată de asemenea pe Scooby și Shaggy ca fiind duetul lor preferat de supereroi. Shaggy era neînfricatul Comandant Cool (o combinație între Batman și Superman) și Scooby era companionul său canin credincios Mellow Mutt (o combinație între Krypto, Robin și Ace ogarul liliac).

### Comparații între incarnațiile personajelor
Shaggy a fost exact ca incarnația sa mai mare. Mânca mult și folosea în mod constant termenii „Yikes!” și „Zoinks!” și era mereu momeala. Uneori este de-acord cu ceilalți membri ai găștii, considerând fantoma, monstrul etc.
Scooby-Doo se comporta de asemenea ca versiunea sa mai mare.
Daphne era o fată zadarnică care era total sceptică și sarcastică (în special în preajma lui Fred). Fiind născută în bani, adesea își chema majordomul, Jenkinks (un joc de cuvinte de la „Jinkies!”), pentru ajutor (într-o ocazie Scooby l-a chemat), de-obicei pentru niște motive absurde („sperie-te pentru mine”), ceva ce ea nu face când e mare, în ciuda faptului fiind încă în mod faimos bogată. Ea adesea acuza persoana greșită care a făcut crima, doar din cauza intuiției sale. De asemenea, ea are o independență de culoarea roz (oponând-o pe Daphne mai mare, care preferă tot ce este mov), preferând hainele sale și posesiile personale în această culoare, și modă tratată ca viața și moartea. Ei de asemenea nu-i place să se murdărească, și refuză să creadă în supranatural (sintagma sa fiind „Nu există fantome”) în ciuda faptului că ea și ceilalți chiar au cunoscut (și s-au împrietenit cu) o fantomă într-un episod.
Fred era un băiat cu gura pe dinainte care sărea mereu la concluzia greșită. Imaginația sa cu capul în nori adesea îi enerva pe ceilalți (revista sa preferată era Exageratorul național) și, înainte să-l acuze pe Heringul Roșcat fără niciun motiv (care se întâmplă în aproape fiecare episod), adesea afirma un exemplu ridicol, cum ar fi Oamenii Cârtiță sau extratereștrii de pe altă planetă. Deși, poate să înțeleagă mai târziu.
Velma era cam ca persoana ei mai mare - inteligentă, cu voce blândă și ochelari groși. Cea mai evidentă schimbare a fost faptul că deținea un calculator mobil sub formă de servietă care putea determina cine era ticălosul. Una dintre asemănările cele mai mari este că află aproape în fiecare episod cine era ticălosul. 
Episodul din Ce e nou, Scooby-Doo? „A Terrifying Round with a Menacing Metallic Clown” avea un flashback a celei de-a cincea zi de naștere a Velmei folosind designurile personajelor din Un cățel numit Scooby-Doo, cu toate că aveau câteva modificări, cum ar fi Daphne purtând mov în loc de roz.
Filmul recent în acțiune pe viu Scooby-Doo: Misterul începe a stabilit gașca cunoscându-se de adoleșcenți. Deși, apare ca un prolog al filmelor teatrale.

### Muzică
Cântece Rock 'n' roll (în special despre monstrul săptămânii) erau cântate în timpul scenei de alergare în fiecare episod, similar cu al doilea sezon din Scooby-Doo, unde ești tu!. Deși nu ca și celelalte versiuni anterioare ale serialului, copiii adesea știau de muzica cântată și dansau un pic cu fantomele sau monștrii înainte să continue alergarea (Glen Keneddy adesea anima imaginile personajelor dansând însăși). Tema muzicală de început a serialului avea versuri de creatorul serialului Tom Ruegger și compozitorul de muzică John Debney și de asemenea purta o similaritate a temei muzicale de început din Little Shop of Horrors, care a fost adaptat într-un film de succes. Muzica era de cele mai multe ori într-un stil rock n' roll din anii 50, poate pentru a indica vârsta lor tânără, de vreme ce serialul a avut loc în 1969.

## Alte personaje
- Heringul Roșcat - De asemenea știut ca bătăușul orașului pe care Fred aproape întotdeauna dădea vina și întotdeauna greșea, deși într-un episod „Noaptea motociclistului fantomă”, Fred a sfârșit având dreptate că Roșcatul era ticălosul, în ciuda faptului că nu l-a acuzat. Adesea torturează gașca dar este întotdeauna dejucat. Printre sintagmele sale se numără „Ha! Ce netot!”, „Nu e amuzant!” și „Nu am fost eu, Jones!”.
- Sugie - Sugie este sora mai mică a lui Shaggy numele fiindu-i pronunțat „shoogy”. A apărut doar în două episoade. Ea apare mâncând atât de mult ca Shaggy și începe să plângă când este departe de fratele său. Ea este „persoana non-cățel” favorită a lui Shaggy din lume. Ea are o geantă de bebeluș care conține găletușa ei favorită, un pat de copil, colecția ei de coardă, un frigider cu mâncarea ei printre alte chestii. Sugie a apărut în episodul din Noile desene cu Scooby-Doo și Scrappy-Doo „Wedding Bell Boos”, folosind numele ei dat Maggie Rogers.
- Domnul Morton - Domnul Morton este directorul liceului Coolsville.
- Gus - Gus este îngrijitorul liceului Coolsville. El este un inventator care lucrează la Molul Coolsville (și posibil pentru familia Blake). El are o afecțiune pentru Velma și ar face orice ca s-o ajute.
- O'Greasy - O'Greasy este proprietarul restaurantului O'Greasy, un restaurant care servea mâncare cu găleata. Odată a avut un competitor numit Arnie Barney care obișnuia să servească mâncarea în saci până când O'Greasy i-a bătut afacerea. Gașca îl ajută când monstrul hamburger vrea să-i închidă restaurantul.
- Carole Collossal - Carole Collossal este proprietara jucăriilor Collossal și mai târziu a Frederației de lupte din Coolsville. Este de asemena creatoarea Comandantului Cool. Gașca o ajută când ea și jucăriile Comandantului Cool sunt în pericol.
- Barbara Simone - Barbara Simone este secretara lui Carole Collossal. A încercat să distrugă jucăriile Collossal dar a fost prinsă de Agenția de Dedectivi Scooby-Doo în „Întoarcerea Comandantului Cool”. Este atât de eficientă ca o secretară. Carole Collossal i-a luat o licență astfel încât ea putea să plece din închisoare ca să-i rezume treaba în „Wrestle Maniacs” unde apare purtând uniforma de închisoare și cu un ofițer urmărind-o oriunde merge. Cu asta, a devenit singurul „fost” monstru (în-afară de Roșcat) care a apărut după ce a fost demascat.
- Jenkins - Jenkins este majordomul lui Daphne pe care-l cheamă să-i facă diverse chestii. Câteodată îl cheamă pentru niște chestii banale cum ar fi să se sperie pentru ea, ștergând o casă prăfuită pentru Daphne și făcând impresii pentru suspecți. Altele sunt mai serioase cum ar fi făcându-i lui Scooby un Scooby Snack sau salvând-o pe Daphne când este aruncată pe geam. El răspunde de oricâte ori îi este strigat numele (odată a venit când a crezut că Velma i-a strigat numele, când de fapt a zis „Jinkies”). Singura dată când n-a răspuns la chemarea lui Daphne, un majordom numit Dawson a venit și a zis că Jenkins este plecat la cumpărături, ceea ce Daphne a considerat o chestie mai importantă. Dawson apare ca fiind la fel de eficient ca Jenkins.

## Vocile în engleză
- Scooby-Doo - Don Messick
- Shaggy Rogers - Casey Kasem
- Fred Jones - Carl Steven
- Daphne Blake - Kellie Martin
- Velma Dinkley - Christina Lange
- Heringul Roșcat - Scott Menville
- Jenkins - Don Messick

## Episoade
| Nr               | Titlu român                                    | Titlu englez                             | Ticălosul                               |
| ---------------- | ---------------------------------------------- | ---------------------------------------- | --------------------------------------- |
|                  |                                                |                                          |                                         |
| SEZONUL 1 (1988) |                                                |                                          |                                         |
|                  |                                                |                                          |                                         |
| 01               | O bicicletă de speriat                         | A Bicycle Built For Boo!                 | Fantoma verde                           |
|                  |                                                |                                          |                                         |
| 02               | Monstrul noroios din adâncul pământului        | The Sludge Monster From the Earth’s Core | Monstrul noroios din adâncul pământului |
|                  |                                                |                                          |                                         |
| 03               | Monstrul de brânză                             | Wanted Cheddar Alive                     | Monstrul de brânză                      |
|                  |                                                |                                          |                                         |
| 04               | Hoțul care mi-a luat revista de benzi desenate | The Schnook Who Took My Comic Book       | Dr. Croaker                             |
|                  |                                                |                                          |                                         |
| 05               | Concursul cu bucluc                            | For Letter or Worse                      | Fantoma lui Al Capoune                  |
|                  |                                                |                                          |                                         |
| 06               | Bona care ne-a pus pe fugă                     | The Babysitter From Beyond               | Bona                                    |
|                  |                                                |                                          |                                         |
| 07               | Nu e nimic ca zăpada de acasă                  | Snow Place Like Home                     | Demonul de gheață                       |
|                  |                                                |                                          |                                         |
| 08               | Misiune la muzeu                               | Now Musuem, Now You Don’t                | Fantoma samurai                         |
|                  |                                                |                                          |                                         |
| 09               | Tipul Scooby                                   | Scooby Dude                              | Skaterul fără cap                       |
|                  |                                                |                                          |                                         |
| 10               | Fantoma de la cină                             | Ghost Who’s Coming For Dinner            | Fantoma piratului cu barbă              |
|                  |                                                |                                          |                                         |
| 11               | Ștafeta povestitorului                         | The Story Stick                          | Monstrul totem                          |
|                  |                                                |                                          |                                         |
| 12               | Cățelul Robo                                   | Robopup                                  | Fantoma bucătarului Pierre              |
|                  |                                                |                                          |                                         |
| 13               | Reflector, motor, monstru                      | Lights … Camera … Monster                | Schaiul                                 |
|                  |                                                |                                          |                                         |
| SEZONUL 2 (1989) |                                                |                                          |                                         |
|                  |                                                |                                          |                                         |
| 14               | Blestemul zgardei                              | Curse of the Collar                      | Fantoma hingher                         |
|                  |                                                |                                          |                                         |
| 15               | Întoarcerea Comandantului Cool                 | The Return of Commander Cool             | Fantoma melcului                        |
|                  |                                                |                                          |                                         |
| 16               | Spiritul Rock'n'Roll                           | The Spirit of Rock'n'Roll                | Fantoma lui Purvis Parker               |
|                  |                                                |                                          |                                         |
| 17               | Puistein trăiește                              | Chickenstein Lives                       | Puistein                                |
|                  |                                                |                                          |                                         |
| 18               | Noaptea hamburgerului viu                      | Night of the Living Burger               | Hamburgerul                             |
|                  |                                                |                                          |                                         |
| 19               | Computerul umblă printre noi                   | The Computer Lives Among Us              | Robotul                                 |
|                  |                                                |                                          |                                         |
| 20               | A dispărut Scooby                              | Dog Gone Scooby                          | Savanta nebună                          |
|                  |                                                |                                          |                                         |
| 21               | Speriete, numele lui e Zombo                   | Terror, Thy Name is Zombo                | Zombo                                   |
|                  |                                                |                                          |                                         |
| SEZONUL 3 (1990) |                                                |                                          |                                         |
|                  |                                                |                                          |                                         |
| 22               | Noaptea motociclistului fantomă                | Night of the Boogey Biker                | Motociclistul fantomă                   |
| 22               | Fantoma de la centrul spațial                  | Dawn of the Spooky Shuttle Scare         | Fantoma spectorului de transfer spațial |
|                  |                                                |                                          |                                         |
| 23               | Amenințarea groaznicei peruci                  | Horror of the Haunted Hairpiece          | Peruca                                  |
|                  |                                                |                                          |                                         |
| 24               | Lupte libere                                   | Wrestle Maniacs                          | Juninca mascată                         |
|                  |                                                |                                          |                                         |
| SEZONUL 4 (1991) |                                                |                                          |                                         |
|                  |                                                |                                          |                                         |
| 25               | Lupul-Doo din conacul Doo                      | The Were-Doo of Doo Manor                | Lupul-Doo                               |
|                  |                                                |                                          |                                         |
| 26               | Atacul moluștei mișcătoare                     | The Mayhem of the Moving Mollusk         | Melcul de la Hockey                     |
|                  |                                                |                                          |                                         |
| 27               | De veghe degeaba                               | Catcher on the Sly                       | Hingherul                               |
| 27               | Fantoma doamnei Shusham                        | The Ghost of Mrs. Shusham                | Fantoma doamnei Shusham                 |
| 27               | Mânia lui Chelnero                             | The Wrath of Wait-Ro                     | Chelnero bucătarul malefic              |
|                  |                                                |                                          |                                         |

## Legături externe
- Un cățel numit Scooby Doo la Internet Movie Database
- Un cățel numit Scooby Doo la TV.com